# Józef Túc
Św. Józef Túc (wiet. Giuse Túc) (ur. ok. 1843 r. w Hoàng Xá, prowincja Bắc Ninh w Wietnamie – zm. 1 czerwca 1862 r. tamże) – męczennik, święty Kościoła katolickiego.
Istnieją kontrowersje co do roku urodzenia Józefa Túc. Jego rodzicami byli Józef Cẩn i Trí. Józef Túc był biedny. Podczas prześladowań chrześcijan w Wietnamie został aresztowany na początku 1862 r. Przebywał w kilku więzieniach. Nie chciał wyrzec się wiary i został ścięty 1 czerwca 1862 r. Pochowano go w miejscu stracenia. W późniejszym czasie jego relikwie zostały przeniesione do kościoła parafii Ngọc Đồng.
Dzień wspomnienia: 24 listopada w grupie 117 męczenników wietnamskich.
Beatyfikowany 29 kwietnia 1951 r. przez Piusa XII. Kanonizowany przez Jana Pawła II 19 czerwca 1988 r. w grupie 117 męczenników wietnamskich.